# Google Voice
Google Voice es un servicio de telecomunicaciones de Google lanzado el 11 de marzo de 2009, después de adquirir el servicio GrandCentral.
Hacia octubre de 2009, Google Voice tenía aproximadamente 1.4 millones de usuarios, de los cuales 570,000 utilizaban el servicio 7 días por semana. Este número ha aumentado considerablemente desde que Google hizo la transición de su servicio de Google Voice de ser un servicio "solo con invitación” y pasó a estar disponible para todos los suscriptores de Gmail en los Estados Unidos. Un blog de la revista Wired Magazine publicó la cifra de 3.5 millones en 2013.
El servicio es configurado y mantenido por el usuario en una aplicación basada en la web, que sigue el estilo de servicio de correo electrónico de Google, Gmail, o con aplicaciones Android e iOS en teléfonos inteligentes o tabletas. Google Voice actualmente ofrece llamadas gratis de PC a teléfono dentro de los Estados Unidos y Canadá, y llamadas de voz y video de PC a PC en todo el mundo entre usuarios del plugin del navegador Google+ Hangouts (disponible para Windows, SO Mac X basado en Intel, y Linux).